# فریندسویل (مریلند)
فریندسویل (به انگلیسی: Friendsville) شهری در ایالت مریلند کشور ایالات متحده آمریکا است که جمعیت آن در سرشماری سال ۲۰۱۰ میلادی، ۴۹۱ نفر بوده‌است.